# قرار مجلس الأمن التابع للأمم المتحدة رقم 414
قرار مجلس الأمن التابع للأمم المتحدة رقم 414، المعتمد في 15 سبتمبر 1977، بعد الاستماع من الممثل الدائم لجمهورية قبرص، أعرب المجلس عن قلقه إزاء التطورات الأخيرة في البلاد، ولا سيما في منطقة فاماغوستا. وأشار إلى الضرورة الملحة لإحراز تقدم في تسوية سلمية، مؤكداً من جديد القرارات 365 (1974) و367 (1975) وقرار الجمعية العامة 2312 (1974).
وطلب المجلس من الأمين العام الاستمرار في مراقبة الوضع.
وقد اعتمد القرار بدون تصويت.